# Kennet (rivière)
Pour les articles homonymes, voir Kennet.
La Kennet est une rivière du Wiltshire et du Berkshire, affluent de la Tamise.

## Géographie
La Kennet prend sa source à Swallowhead Spring, près de Silbury Hill. Elle coule d'abord vers le sud avant de bifurquer vers l'est. Elle traverse Marlborough (où elle reçoit les eaux de l'Og), Hungerford (où elle reçoit la Dun) et Newbury avant de se jeter dans la Tamise à Reading.
Elle constitue une partie du réseau fluvial reliant Londres à Bristol, via la Tamise, la Kennet, le canal Kennet et Avon et l'Avon.